# Szokkot

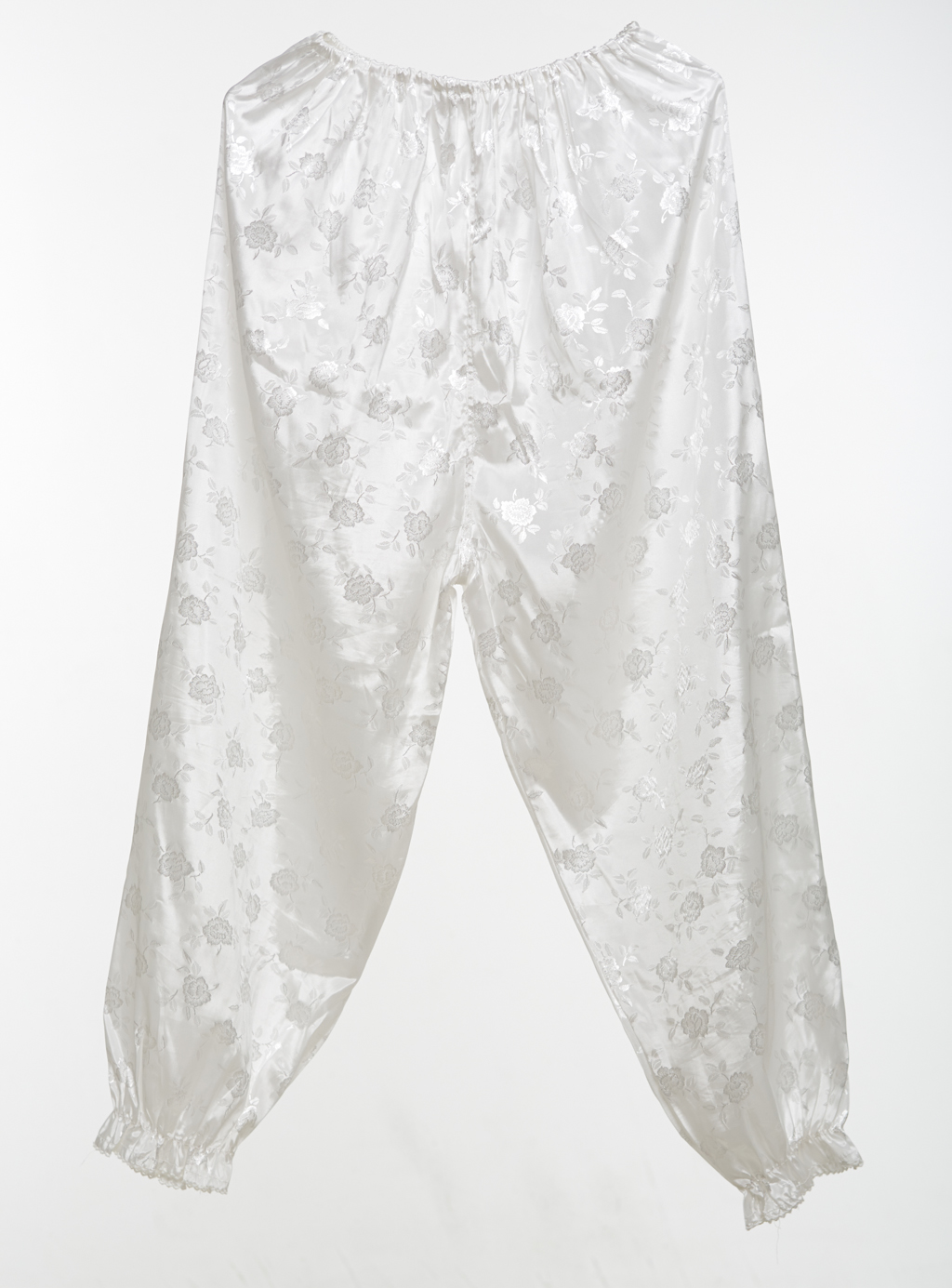
Szokkot

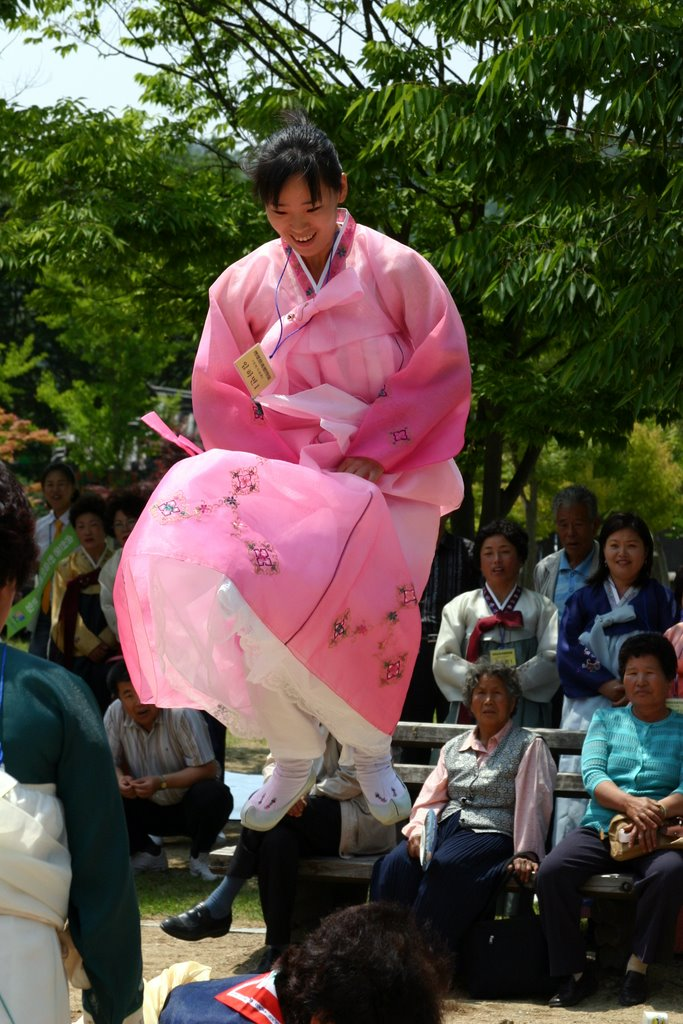
Nolttügi (Nolttwigi)ző koreai nő: a cshima (chima) alatt kilátszanak az alsóruhák rétegei

A szokkot (hangul: 속곳, RR: sokgot) a hagyományos koreai alsónemű összefoglaló neve. A nyugati típusú alsónemű megjelenése előtt hordták a hanbok öltözet részeként. A nők általában több rétegnyi alsóruhát hordtak, minél többet, annál gazdagabbnak számítottak. Az alsónemű viselete rendkívül fontosnak számított, ezért előfordult, hogy az alsóruha anyaga, minősége jobb volt, mint a külső, látható rétegé.

## Fajtái
A szokkot (sokgot)nak számos fajtája létezett, általános elnevezésként használatos a szokcshima (sokchima) (속치마) az alsószoknyákra, a szokpadzsi (sokbaji) (속바지) az alsónadrágra. A csogori (jeogori) alá szokcsokszam (sokjeoksam) (속적삼) nevű alsóing és szokcsogori (sokjeogori) (속저고리) került.
A mai bugyihoz hasonló ruhanemű volt az úgynevezett tari szokkot (dari sokgot) (다리속곳), amely a lábak között áthúzott, majd a deréknál szalagokkal rögzített vastag csík volt. E felé került a szokszokkot (soksokgot) (속속곳), az alsószoknyák legalsó rétege. Ezek egyike volt a mudzsigi cshima (mujigi chima) (무지기치마), melyet több rétegből varrtak össze, térdig ért, és a feladata a hanbok cshima (chima) megemelése, volumenének növelése volt. A mudzsigi (mujigi) felé redőzött tesjum cshima (daesyum chima) (대슘치마) került. A gazdag hölgyek mindezek alatt még egy norunbadzsi (noreunbaji) (너른바지) elnevezésű alsónadrágot is viseltek.
A férfiak alsóruházata lényegesen egyszerűbb volt, a nadrág alatt szokkoi (sokgoui)t (속고의) viseltek, a csogori (jeogori) alatt télen csokszam (jeoksam)ot (적삼) hordtak, ami nyáron önálló viseletként is megállta a helyét.